# Драго, Джулио
Джулио Драго (итал. Giulio Drago; 25 июня 1962, Кальтаджироне, Сицилия — 18 апреля 2025, Эмполи, Тоскана) — итальянский футболист, игравший на позиции вратаря. Двукратный чемпион Италии. Обладатель Кубка Италии. Выступал за молодёжную сборную Италии.

## Клубная карьера
Во взрослом футболе дебютировал в 1979 году в клубе «Аоста», в котором провёл один сезон, сыграв в 26 матчах чемпионата.
В 1980 году перешёл в «Ювентус», где провел следующие три сезона. С туринцами Драго выиграл два чемпиона Италии, хотя не провёл ни одного матча в Серии А, и стал обладателем Кубка Италии.
В сезоне-1983/84 выступал за «Кремонезе» и «Аталанту». Летом 1984 года заключил контракт с «Эмполи», в составе которого провёл следующие пять лет. В сезоне-1987/88 установил рекорд Серии А по продолжительности сухой серии — 491 минуту без пропущенных мячей. После выступал за «Бари», с которым выиграл Кубок Митропы, «Триестину», «Понтедеру», а в 1994 году вернулся в «Эмполи» на один сезон.
Завершил профессиональную игровую карьеру в клубе «Понтедера», в составе которого уже выступал ранее. Завершил карьеру в 1999 году.

### Карьера в сборной
В 1981 году сыграл в одном официальном матче в составе молодёжной сборной Италии. В 1984 году был в составе молодёжной сборной на чемпионате Европы, однако на турнире, где итальянцы дошли до полуфинала, так и не сыграл.
Умер 18 апреля 2025 года в возрасте 62 лет.